# Научно-исследовательский институт горного лесоводства и экологии леса
Нау́чно-иссле́довательский институ́т го́рного лесово́дства и эколо́гии ле́са — ведущее научное учреждение в области лесоводства на Кавказе в Хостинском районе города Сочи, Краснодарский край, Россия.
Основная исследовательская база института — Сочинский дендрарий.
Двое ученых НИИ — академики Российских экологической академии и РАЕН: доктора наук И. П. Коваль и М. В. Придня.
Институт принимает участие в разработке важнейших государственных программ: «Экологическая безопасность России», «Российский лес», многих международных программ в области экологии и лесоводства.